# Balboa (Spagna)
Balboa è un comune spagnolo di 439 abitanti situato nella comunità autonoma di Castiglia e León.